# Хюрскюмурто, Туомас Вилхо
Туомас Вилхо Хюрскюмурто (фин. Tuomas Wilho Hyrskymurto, 14 сентября 1881, Або — 31 августа 1920, Петроград) — финский коммунист-революционер.

## Биография
Был торговцем в Турку. После восстания 1906 года в Хаканиеми был арестован. В 1917 вошел в руководство радикального крыла СДП города Турку и участвовал в создании местных отрядов красной гвардии. Во время гражданской войны в Финляндии был фронтовым комиссаром северного фронта и членом штаба в Тампере. В начальной стадии войны 26 января 1918 года под его командованием кавалерийский отряд из 300 человек захватил Тойяла, — важнейший железнодорожный узел. Запретил брать пленных, и после кровопролития в Суйнуле 31 января 1918 года, Хюрскюмурто получил от белофинов прозвище суйнуловский мясник.
После окружения Тампере белыми войсками покинул город и действовал в Тойяла помощником красного командира Эйно Рахья, пытавшегося прорвать кольцо окружения с юга. По приказу Хюрскюмурто 20 апреля в Мустила были казнены 23 ученика сельскохозяйственного училища. В конце войны бежит в Россию. Покидая Финляндию, оставил Хельсинкскому университету значительное количество иностранной и финской большевистской литературы, которая попала в библиотеку университета.
В Советской России был на организационной работе в центральном комитете коммунистической партии Финляндии. Был убит 31 августа 1920 года в Петрограде в клубе Куусинена. Похоронен на Марсовом поле, его имя находится на камне августовских коммунаров.